# Pole pszenicy ze żniwiarzem i słońcem
Podczas pobytu w szpitalu psychiatrycznym Saint-Paul-de Mausole w miejscowości Saint-Rémy van Gogh obrał za temat m.in. rozciągające się za szpitalem pole uprawne. Namalował kilka wersji, w tym 3 wersje przedstawiające pracę żniwiarza podczas zbiorów:
- Pole pszenicy ze żniwiarzem i słońcem (hol. Korenveld met maaier lub Korenveld met maaier en zon[2], ang. Wheat Field with Reaper and Sun) – obraz Vincenta van Gogha namalowany pod koniec czerwca 1889[3]. Nr kat.: F 617, JH 1753.
- Pole pszenicy ze żniwiarzem o wschodzie słońca (hol. Korenveld met maaier, ang. Wheat Fields with Reaper at Sunrise) – obraz Vincenta van Gogha namalowany na początku września 1889[4].  Nr kat.: F 618, JH 1773.
- Pole pszenicy ze żniwiarzem za szpitalem Świętego Pawła (hol. Korenveld met maaier, ang. Wheat Field Behind Saint-Paul Hospital with a Reaper) – obraz Vincenta van Gogha namalowany we wrześniu 1889[5].  Nr kat.: F 619, JH 1792.

## Historia i opis
O malowaniu tematu Vincent van Gogh wspomina w liście do brata Theo z 25 czerwca 1889:
Mam pole pszenicy, bardzo żółte i bardzo jasne, być może najjaśniejsze płótno, jakie namalowałem.
Kilka miesięcy później wspomina o dalszej pracy nad obrazem i sporządzaniu kolejnych jego wersji: Pole pszenicy ze żniwiarzem o wschodzie słońca i jego zmniejszonego wariantu, Pole pszenicy ze żniwiarzem za szpitalem Świętego Pawła, namalowanego dla matki na jej 70. urodziny, przypadające 10 września 1889:
Piszę do Ciebie ten list kawałek po kawałku, w przerwach, kiedy jestem zmęczony malowaniem. Praca idzie mi całkiem dobrze – zmagam się z płótnem rozpoczętym parę dni przed moją niedyspozycją. Żniwiarz, studium jest całe żółte, strasznie gruby impast, ale temat piękny i prosty. Ujrzałem więc w tym żniwiarzu – małej postaci walczącej jak diabeł w pełnym upale dnia, żeby dojść do końca jego trudu – zobaczyłem w tym później obraz śmierci – w takim sensie, że ludzkość będzie skoszona jak ta pszenica. Więc jeśli wolisz, jest to przeciwieństwo siewcy, [tematu] który podjąłem wcześniej. Ale w tej śmierci nie ma niczego smutnego, znajduje się ona w świetle dnia, w słońcu, które zalewa wszystko swym wspaniałym, złotym światłem. No, tak czy owak siedzę nad tym, nie odpuszczam, spróbuję raz jeszcze na nowym płótnie.(...) Rzeczywiście, chcę namalować żniwiarza raz jeszcze dla matki, jeżeli nie namaluję dla niej innego obrazu; przyjdzie on później, ponieważ wyślę go z pozostałymi obrazami.